# David Alonso
David Alonso Gómez, né le 25 avril 2006 à Madrid, est un pilote de vitesse moto hispano colombien évoluant en Championnat du monde Moto3 depuis la saison 2021. Il a remporté en 2020 l'European Talent Cup et en 2021 la Red Bull MotoGP Rookies Cup. Alonso possède également la nationalité espagnole. Il décroche le titre de champion du monde en catégorie Moto3 en 2024, affichant le nouveau record du plus grand nombre de victoires : 14 (précédemment 11 pour Valentino Rossi).

## Carrière

### Débuts
Alonso remporte l'European Talent Cup en 2020. L'année suivante il triomphe en Red Bull MotoGP Rookies Cup,,.
En 2022, il termine 7ème du FIM Junior GP, lors de sa 1ère année.

### Moto3
Alonso rejoint l'équipe Gas Gas Aspar Team et a fait ses débuts en Moto3 au Grand Prix d'Émilie-Romagne 2021 en remplacement de Sergio García qui a été blessé lors de l'épreuve précédente .
La saison suivante, il participe à son second Grand Prix lors de l'épreuve du Portugal en tant que pilote invité.
En 2023, il réalise sa première saison complète. Alonso signe ses premières victoires lors des Grands Prix de Grande-Bretagne, Catalogne, Saint-Marin et Thaïlande.
En 2024, il s'impose en remportant son premier championnat Moto3. Le prodige colombien, déjà le seul représentant de son pays à remporter un titre en Grand Prix, devient le seul pilote de l’histoire à avoir remporté quatorze courses en une seule saison et dans une seule catégorie.

## Résultats en Grand Prix

### Par saison
(Mise à jour après le Grand Prix moto d'Aragon 2025)
| Saison | Catégorie | Moto    | Equipe            | GP | Victoires | Podiums | Poles | M.Tour | Pts | Pos. |
| ------ | --------- | ------- | ----------------- | -- | --------- | ------- | ----- | ------ | --- | ---- |
| 2021   | Moto3     | Gas Gas | GasGas Aspar Team | 1  | 0         | 0       | 0     | 0      | 0   | 38e  |
| 2022   | Moto3     | Gas Gas | GasGas Aspar Team | 1  | 0         | 0       | 0     | 0      | 0   | 44e  |
| 2023   | Moto3     | Gas Gas | GasGas Aspar Team | 20 | 4         | 8       | 0     | 3      | 245 | 3e   |
| 2024   | Moto3     | CFMoto  | CFMoto Aspar Team | 20 | 14        | 15      | 7     | 3      | 421 | 1er  |
| 2025   | Moto2     | Kalex   | CFMoto Aspar Team | 8  | 0         | 1       | 0     | 0      | 28  | 15e  |
| Total  |           |         |                   | 50 | 18        | 24      | 7     | 6      | 694 |      |

### Par catégorie
(Mise à jour après le Grand Prix moto d'Aragon 2025)
| Catégorie | Saisons      | 1er GP              | 1er Podium           | 1re victoire         | GP | Victoires | Podiums | Poles | M.Tour | Pts | Titre |
| --------- | ------------ | ------------------- | -------------------- | -------------------- | -- | --------- | ------- | ----- | ------ | --- | ----- |
| Moto3     | 2021–2024    | Émilie-Romagne 2021 | Espagne 2023         | Grande-Bretagne 2023 | 42 | 18        | 23      | 7     | 6      | 666 | 1     |
| Moto2     | 2025-présent | Thaïlande 2025      | Grande-Bretagne 2025 |                      | 8  | 0         | 1       | 0     | 0      | 28  | 0     |
| Total     | 2021–présent | 2021–présent        | 2021–présent         | 2021–présent         | 50 | 18        | 24      | 7     | 6      | 694 | 1     |

### Par course
| Sais | Cat   | Moto    | 1       | 2      | 3     | 4      | 5      | 6     | 7     | 8      | 9     | 10     | 11    | 12    | 13    | 14    | 15    | 16      | 17    | 18      | 19    | 20    | 21  | 22  | Clas | Pts |
| ---- | ----- | ------- | ------- | ------ | ----- | ------ | ------ | ----- | ----- | ------ | ----- | ------ | ----- | ----- | ----- | ----- | ----- | ------- | ----- | ------- | ----- | ----- | --- | --- | ---- | --- |
| 2021 | Moto3 | Gas Gas | QAT     | DOH    | POR   | ESP    | FRA    | ITA   | CAT   | GER    | NED   | STY    | AUT   | GBR   | ARA   | RSM   | AME   | EMI 22  | ALR   | VAL     |       |       |     |     | 38e  | 0   |
| 2022 | Moto3 | Gas Gas | QAT     | INA    | ARG   | AME    | POR 27 | ESP   | FRA   | ITA    | CAT   | GER    | NED   | GBR   | AUT   | RSM   | ARA   | JPN     | THA   | AUS     | MAL   | VAL   |     |     | 44e  | 0   |
| 2023 | Moto3 | Gas Gas | POR Ret | ARG 14 | AME 8 | ESP 2  | FRA 8  | ITA 4 | GER 5 | NED 13 | GBR 1 | AUT 29 | CAT 1 | RSM 1 | IND 5 | JPN 7 | INA 2 | AUS Ret | THA 1 | MAL Ret | QAT 2 | VAL 2 |     |     | 3e   | 245 |
| 2024 | Moto3 | CFMoto  | QAT 1   | POR 4  | AME 1 | ESP 11 | FRA 1  | CAT 1 | ITA 1 | NED 5  | GER 1 | GBR 2  | AUT 1 | ARA 4 | RSM 7 | EMI 1 | INA 1 | JPN 1   | AUS 1 | THA 1   | MAL 1 | SLD 1 |     |     | 1er  | 421 |
| 2025 |       |         | THA     | ARG    | AME   | QAT    | ESP    | FRA   | GBR   | ARA    | ITA   | NED    | ALL   | TCH   | AUT   | HON   | CAT   | RSM     | JPN   | IND     | AUS   | MAL   | POR | VAL |      |     |

*Saison en cours

## Palmarès

### Victoires en Moto3: 15
| Année | Lieu du Grand Prix                 | Circuit                            | Ville                       |
| ----- | ---------------------------------- | ---------------------------------- | --------------------------- |
| 2023  | Grand Prix moto de Grande-Bretagne | Circuit de Silverstone             | Silverstone                 |
| 2023  | Grand Prix moto de Catalogne       | Circuit de Catalogne               | Barcelone                   |
| 2023  | Grand Prix moto de Saint-Marin     | Circuit Marco Simoncelli           | Misano                      |
| 2023  | Grand Prix moto de Thaïlande       | Chang International Circuit        | Buriram                     |
| 2024  | Grand Prix moto du Qatar           | Circuit international de Losail    | Doha                        |
| 2024  | Grand Prix moto des Amériques      | Circuit des Amériques              | Comté de Travis             |
| 2024  | Grand Prix moto de France          | Circuit Bugatti                    | Le Mans                     |
| 2024  | Grand Prix moto de Catalogne       | Circuit de Catalogne               | Barcelone                   |
| 2024  | Grand Prix moto d'Italie           | Circuit du Mugello                 | Mugello                     |
| 2024  | Grand Prix moto d'Allemagne        | Sachsenring                        | Hohenstein-Ernstthal        |
| 2024  | Grand Prix moto d'Autriche         | Circuit de Spielberg               | Spielberg                   |
| 2024  | Grand Prix moto d'Émilie-Romagne   | Circuit de Misano Marco-Simoncelli | Misano Adriatico            |
| 2024  | Grand Prix moto d'Indonésie        | Circuit de Mandalika               | Kabupaten de Lombok central |
| 2024  | Grand Prix moto du Japon           | Circuit de Motegi                  | Motegi                      |
| 2024  | Grand Prix moto d'Australie        | Circuit de Phillip Island          | Phillip Island              |
| 2024  | Grand Prix moto de Thaïlande       | Chang International Circuit        | Buriram                     |
| 2024  | Grand Prix moto de Malaisie        | Sepang International Circuit       | Sepang                      |
| 2024  | Grand Prix moto de Barcelone       | Circuit de Catalogne               | Barcelone                   |